# Gewondeninsigne voor Duitse Vrijwilliger in de Spaanse Vrijheidsstrijd
Het Gewondeninsigne voor Duitse Vrijwilliger in de Spaanse Vrijheidsstrijd (Duits: Verwundetenabzeichen für deutsche Freiwillige im Spanischen Freiheitskampf) werd op 22 mei 1939 door Adolf Hitler ingesteld.

## Geschiedenis
Het insigne was ingesteld voor vrijwillig dienende Duitse militairen in het Legioen Condor die gewond waren geraakt tijdens de Spaanse Burgeroorlog voor de falangist generaal Franco. Bij een of twee verwondingen werd een zwarte insigne uitgereikt, en bij meermalen verwondingen een zilveren insigne. Gezamenlijk werden er 182 zwarte, en een zilveren gewondeninsigne uitgereikt. Een gouden insigne is nooit uitgereikt.

## Klasse
- Zwarte - voor een of twee verwondingen bij het Legioen Condor.
- Zilver - voor drie of vier verwondingen
- Goud - voor vijf of meer verwondingen (nooit uitgereikt)

## Draagwijze
Het werd gedragen op het lagere gedeelte van de linker borstzak op het uniform, net onder het IJzeren Kruis 1e klasse (indien mee onderscheiden).

## Na de Tweede Wereldoorlog
De badges zijn van een hakenkruis voorzien. Dat betekent dat het verzamelen, tentoonstellen en verhandelen van deze onderscheidingen in Duitsland aan strenge wettelijke regels is onderworpen. Op 26 juli 1957 vaardigde de Bondsrepubliek Duitsland een wet uit waarin het dragen van onderscheidingen met daarop hakenkruizen of de runen van de SS werd verboden. In de gedenazificeerde uitvoering mogen de badges wel worden gedragen.